# Jacques Labrecque
Jacques Labrecque (* 8. Juni 1917 in Saint-Benoît, Québec; † 18. März 1995 in Longueuil, Québec) war ein kanadischer Folksänger und Musikproduzent.

## Leben und Wirken
Labrecque hatte Gesangsunterricht bei Céline Marier, Henri Pontbriand und Roger Filiatrault. das französische Repertoire bei Marie-Thérèse Paquin und Harmonielehre bei Oscar O’Brien, der ihn für die frankokanadische Folkmusik begeisterte. Er trat siebzehnjährig (noch als Tenor, später war seine Stimmlage Bariton) in Rundfunkprogrammen wie Le Réveil rural auf, spielte 1937 den Rigobert in Louis Varneys Les Mousquetaires au couvent an den Variétés lyriques war von 1946 bis 1949 war er bei Concerts and Artists of New York unter Vertrag.
1949 vertrat er Kanada beim Folkfestival in Venedig und widmete sich danach ganzdieser Musik. Von 1951 bis 1956 lebte er überwiegend in Paris, wo er mit der Truppe von Robert Dhéry auftrat. Daneben unternahm er Konzerttourneen und trat bei der ORTF, der BBC und im Londoner Hippodrome auf. Für Youth and Music Canada (YMC) gab er 1955–56 80 Konzerte mit dem Pianisten Jean Guillou, danach ließ er sich als Sänger und Produzent von Musicana Records in Montreal nieder.
Neben traditionellen Folksongs sang er auch Songs neuer Komponisten wie Jean-Paul Filions La Parenté, Gilles Vigneaults Jos Monferrand und Laurence Lepages Kino l’Indien. Große Erfolge hatte er beim Stratford Festival 1958 und beim Mariposa Folk Festival 1971. Nach einer weiteren Tournee mit der YMC 1970–72 lebte er von 1972 bis 1975 erneut in Paris. Er unterrichtete hier frankokanadische Folkmusik an der IPMC und gab Konzerte in Frankreich und anderen Ländern.
1975 kehrte Labrecque nach Kanada zurück und ließ sich in Les Éboulements nieder. 1976 präsentierte er bei Radio Kanada die Sendereihe Chansons voltigeantes... chansons dolentes, 1979 trat er am Grand Théâtre de Québec auf. In den 1980er Jahren leitete er die Editions et Disques Patrimoine. Hier veröffentlichte neben eigenen auch die Aufnahmen anderer Sänger wie Jean Carignan und die Anthologie Géographie sonore du Québec, in der von Ernest Gagnon, Marius Barbeau und Carmen Roy gesammelte Songs zu hören waren. Daneben betrieb er in Les Éboulements die Galerie du patrimoine, in der er Kunst und Dokumente mit regionalem Bezug ausstellte und veranstaltete die Veillées de contes espéciales, in denen er als Storyteller auftrat.